# Butten
 Butten (en alsacià Bitte) és un municipi francès, situat a la regió del Gran Est, al departament del Baix Rin. L'any 1999 tenia 678 habitants.
Forma part del cantó d'Ingwiller, del districte de Saverne i de la Comunitat de comunes de l'Alsace Bossue.

## Demografia
| 1962 | 1968 | 1975 | 1982 | 1990 | 1999 |
| ---- | ---- | ---- | ---- | ---- | ---- |
| 644  | 694  | 708  | 687  | 717  | 678  |

## Administració
| Període   | Identitat         | Partit |
| --------- | ----------------- | ------ |
| 2001-2008 | Albert Reutenauer |        |
| 2008-     | Remy Feisthauer   |        |